# Bertiera heterophylla
Bertiera heterophylla är en måreväxtart som beskrevs av Nguembou och Bonaventure Sonké. Bertiera heterophylla ingår i släktet Bertiera och familjen måreväxter. Inga underarter finns listade i Catalogue of Life.